# سامی منصور
سامی منصور (انگلیسی: Sami Mansour؛ زادهٔ ۲۰ مهٔ ۱۹۲۶) بازیکن بسکتبال اهل مصر بود.